# Fed Cup 2015 Spareggi Gruppo Mondiale II
Gli spareggi per il Gruppo Mondiale II 2015 sono gli spareggi che collegano il Gruppo Mondiale II e i gruppi zonali (rispettivamente il secondo e terzo livello di competizione) della Fed Cup 2015.
Le 4 squadre sconfitte nel Gruppo Mondiale II hanno disputato i play-off contro le 4 squadre qualificate dai rispettivi gruppi zonali. Le vincitrici vengono incluse nel Gruppo Mondiale II della successiva edizione, le sconfitte vengono retrocesse nei gruppi zonali.

## Accoppiamenti
Le partite si sono disputate il 18 e il 19 aprile 2015.
- Serbia vs  Paraguay
- Slovacchia vs  Svezia
- Giappone vs  Bielorussia
- Argentina vs  Spagna

### Serbia vs. Paraguay
| Serbia 4 | SPENS, Novi Sad, Serbia 18-19 aprile 2015 Cemento (RuKortHard - indoor) | SPENS, Novi Sad, Serbia 18-19 aprile 2015 Cemento (RuKortHard - indoor)      | Paraguay 1 |     |     |  |
| \| \| \| \| 1 \| 2 \| 3 \| \| \| - \| \| ---------------------------------------------------------------------------- \| --- \| --- \| --- \| \| \| 1 \| \| Aleksandra Krunić Verónica Cepede Royg \| 6 1 \| 6 3 \| \| \| \| 2 \| \| Ana Ivanović Montserrat González \| 6 2 \| 6 0 \| \| \| \| 3 \| \| Ivana Jorović Verónica Cepede Royg \| 6 3 \| 2 6 \| 1 6 \| \| \| 4 \| \| Aleksandra Krunić Montserrat González \| 6 0 \| 6 2 \| \| \| \| 5 \| \| Aleksandra Krunić / Ivana Jorović Verónica Cepede Royg / Montserrat González \| 6 1 \| 6 4 \| \| \| |                                                                         |                                                                              |            |     |     |  |
| |                                                                         |                                                                              | 1          | 2   | 3   |  |
| 1 | Serbia (bandiera) · Paraguay (bandiera)                                 | Aleksandra Krunić Verónica Cepede Royg                                       | 6 1        | 6 3 |     |  |
| 2 | Serbia (bandiera) · Paraguay (bandiera)                                 | Ana Ivanović Montserrat González                                             | 6 2        | 6 0 |     |  |
| 3 | Serbia (bandiera) · Paraguay (bandiera)                                 | Ivana Jorović Verónica Cepede Royg                                           | 6 3        | 2 6 | 1 6 |  |
| 4 | Serbia (bandiera) · Paraguay (bandiera)                                 | Aleksandra Krunić Montserrat González                                        | 6 0        | 6 2 |     |  |
| 5 | Serbia (bandiera) · Paraguay (bandiera)                                 | Aleksandra Krunić / Ivana Jorović Verónica Cepede Royg / Montserrat González | 6 1        | 6 4 |     |  |

### Slovacchia vs. Svezia
| Slovacchia 4 | Aegon Aréna, Bratislava, Slovacchia 18-19 aprile 2015 Terra rossa (indoor) | Aegon Aréna, Bratislava, Slovacchia 18-19 aprile 2015 Terra rossa (indoor) | Svezia 0 |     |      |             |
| \| \| \| \| 1 \| 2 \| 3 \| \| \| - \| \| -------------------------------------------------------------------------- \| --- \| --- \| ---- \| ----------- \| \| 1 \| \| Anna Karolína Schmiedlová Rebecca Peterson \| 6 3 \| 6 3 \| \| \| \| 2 \| \| Daniela Hantuchová Susanne Celik \| 6 2 \| 6 0 \| \| \| \| 3 \| \| Anna Karolína Schmiedlová Ellen Allgurin \| 6 1 \| 6 4 \| \| \| \| 4 \| \| Daniela Hantuchová Rebecca Peterson \| \| \| \| non giocato \| \| 5 \| \| Jana Čepelová / Anna Karolína Schmiedlová Susanne Celik / Rebecca Peterson \| 4 6 \| 6 3 \| 10 7 \| \| |                                                                            |                                                                            |          |     |      |             |
| |                                                                            |                                                                            | 1        | 2   | 3    |             |
| 1 | Slovacchia (bandiera) · Svezia (bandiera)                                  | Anna Karolína Schmiedlová Rebecca Peterson                                 | 6 3      | 6 3 |      |             |
| 2 | Slovacchia (bandiera) · Svezia (bandiera)                                  | Daniela Hantuchová Susanne Celik                                           | 6 2      | 6 0 |      |             |
| 3 | Slovacchia (bandiera) · Svezia (bandiera)                                  | Anna Karolína Schmiedlová Ellen Allgurin                                   | 6 1      | 6 4 |      |             |
| 4 | Slovacchia (bandiera) · Svezia (bandiera)                                  | Daniela Hantuchová Rebecca Peterson                                        |          |     |      | non giocato |
| 5 | Slovacchia (bandiera) · Svezia (bandiera)                                  | Jana Čepelová / Anna Karolína Schmiedlová Susanne Celik / Rebecca Peterson | 4 6      | 6 3 | 10 7 |             |

### Giappone vs. Bielorussia
| Giappone 2 | Ariake Coliseum, Tokyo, Giappone 18-19 aprile 2015 Cemento (DecoTurf - indoor) | Ariake Coliseum, Tokyo, Giappone 18-19 aprile 2015 Cemento (DecoTurf - indoor) | Bielorussia 3 |     |     |  |
| \| \| \| \| 1 \| 2 \| 3 \| \| \| - \| \| ---------------------------------------------------------------- \| ---- \| --- \| --- \| \| \| 1 \| \| Misaki Doi Viktoryja Azaranka \| 1 6 \| 2 6 \| \| \| \| 2 \| \| Kurumi Nara Ol'ga Govorcova \| 6 4 \| 4 6 \| 6 2 \| \| \| 3 \| \| Kurumi Nara Viktoryja Azaranka \| 3 6 \| 3 6 \| \| \| \| 4 \| \| Ayumi Morita Aljaksandra Sasnovič \| 7 65 \| 4 6 \| 6 4 \| \| \| 5 \| \| Shūko Aoyama / Ayumi Morita Viktoryja Azaranka / Ol'ga Govorcova \| 3 6 \| 4 6 \| \| \| |                                                                                |                                                                                |               |     |     |  |
| |                                                                                |                                                                                | 1             | 2   | 3   |  |
| 1 | Giappone (bandiera) · Bielorussia (bandiera)                                   | Misaki Doi Viktoryja Azaranka                                                  | 1 6           | 2 6 |     |  |
| 2 | Giappone (bandiera) · Bielorussia (bandiera)                                   | Kurumi Nara Ol'ga Govorcova                                                    | 6 4           | 4 6 | 6 2 |  |
| 3 | Giappone (bandiera) · Bielorussia (bandiera)                                   | Kurumi Nara Viktoryja Azaranka                                                 | 3 6           | 3 6 |     |  |
| 4 | Giappone (bandiera) · Bielorussia (bandiera)                                   | Ayumi Morita Aljaksandra Sasnovič                                              | 7 65          | 4 6 | 6 4 |  |
| 5 | Giappone (bandiera) · Bielorussia (bandiera)                                   | Shūko Aoyama / Ayumi Morita Viktoryja Azaranka / Ol'ga Govorcova               | 3 6           | 4 6 |     |  |

### Argentina vs. Spagna
| Argentina 0 | Tecnópolis, Buenos Aires, Argentina 18-19 aprile 2015 Terra rossa (outdoor) | Tecnópolis, Buenos Aires, Argentina 18-19 aprile 2015 Terra rossa (outdoor)     | Spagna 4 |      |      |             |
| \| \| \| \| 1 \| 2 \| 3 \| \| \| - \| \| ------------------------------------------------------------------------------- \| --- \| ---- \| ---- \| ----------- \| \| 1 \| \| Paula Ormaechea Sara Sorribes Tormo \| 6 4 \| 62 7 \| 1 6 \| \| \| 2 \| \| María Irigoyen Lara Arruabarrena Vecino \| 0 6 \| 1 6 \| \| \| \| 3 \| \| Paula Ormaechea Lara Arruabarrena Vecino \| 1 6 \| 6 4 \| 7 9 \| \| \| 4 \| \| María Irigoyen Sara Sorribes Tormo \| \| \| \| non giocato \| \| 5 \| \| Tatiana Búa / Nadia Podoroska Anabel Medina Garrigues / Aliona Bolsova Zadoinov \| 6 4 \| 1 6 \| 3 10 \| \| |                                                                             |                                                                                 |          |      |      |             |
| |                                                                             |                                                                                 | 1        | 2    | 3    |             |
| 1 | Argentina (bandiera) · Spagna (bandiera)                                    | Paula Ormaechea Sara Sorribes Tormo                                             | 6 4      | 62 7 | 1 6  |             |
| 2 | Argentina (bandiera) · Spagna (bandiera)                                    | María Irigoyen Lara Arruabarrena Vecino                                         | 0 6      | 1 6  |      |             |
| 3 | Argentina (bandiera) · Spagna (bandiera)                                    | Paula Ormaechea Lara Arruabarrena Vecino                                        | 1 6      | 6 4  | 7 9  |             |
| 4 | Argentina (bandiera) · Spagna (bandiera)                                    | María Irigoyen Sara Sorribes Tormo                                              |          |      |      | non giocato |
| 5 | Argentina (bandiera) · Spagna (bandiera)                                    | Tatiana Búa / Nadia Podoroska Anabel Medina Garrigues / Aliona Bolsova Zadoinov | 6 4      | 1 6  | 3 10 |             |

## Verdetti
- Promosse nel Gruppo Mondiale II 2016:  Bielorussia,  Serbia,  Slovacchia,  Spagna
- Retrocesse nei gruppi zonali:  Argentina,  Giappone,  Paraguay,  Svezia